# Chelsea (condado de Taylor, Wisconsin)
Chelsea es un pueblo ubicado en el condado de Taylor en el estado estadounidense de Wisconsin. En el Censo de 2010 tenía una población de 806 habitantes y una densidad poblacional de 7,61 personas por km².

## Geografía
Chelsea se encuentra ubicado en las coordenadas 45°15′32″N 90°20′58″O / 45.25889, -90.34944. Según la Oficina del Censo de los Estados Unidos, Chelsea tiene una superficie total de 105.89 km², de la cual 104.63 km² corresponden a tierra firme y (1.19%) 1.26 km² es agua.

## Demografía
Según el censo de 2010, había 806 personas residiendo en Chelsea. La densidad de población era de 7,61 hab./km². De los 806 habitantes, Chelsea estaba compuesto por el 98.64% blancos, el 0% eran afroamericanos, el 0.12% eran amerindios, el 0.12% eran asiáticos, el 0.12% eran isleños del Pacífico, el 0.25% eran de otras razas y el 0.74% pertenecían a dos o más razas. Del total de la población el 0.62% eran hispanos o latinos de cualquier raza.